# 大谷巌
大谷 巌（おおたに いわお、1919年8月4日 - 2017年8月3日）は、日本の録音技師である。日本映画･テレビ録音協会会員

## 人物・来歴
1919年（大正8年）に大阪府で生まれる。
1935年（昭和10年）に日活京都撮影所に入社。
1941年（昭和16年）2月に第二次世界大戦の開戦による戦時統制で日活の製作部門、大都映画、新興キネマが合併して設立された大日本映画製作（のちの大映）に所属し、1943年（昭和18年）には、落合吉人監督の『風雪の春』で技師に昇進した。戦争末期の1945年（昭和20年）には、白井戦太郎監督の遺作『龍の岬』の録音を手がけている。以降、大映京都撮影所録音部で活動した。

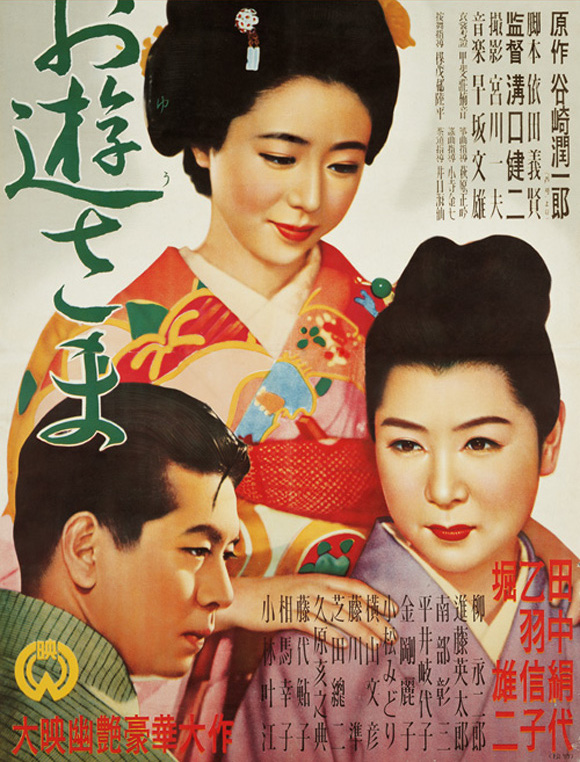
『お遊さま』、1951年

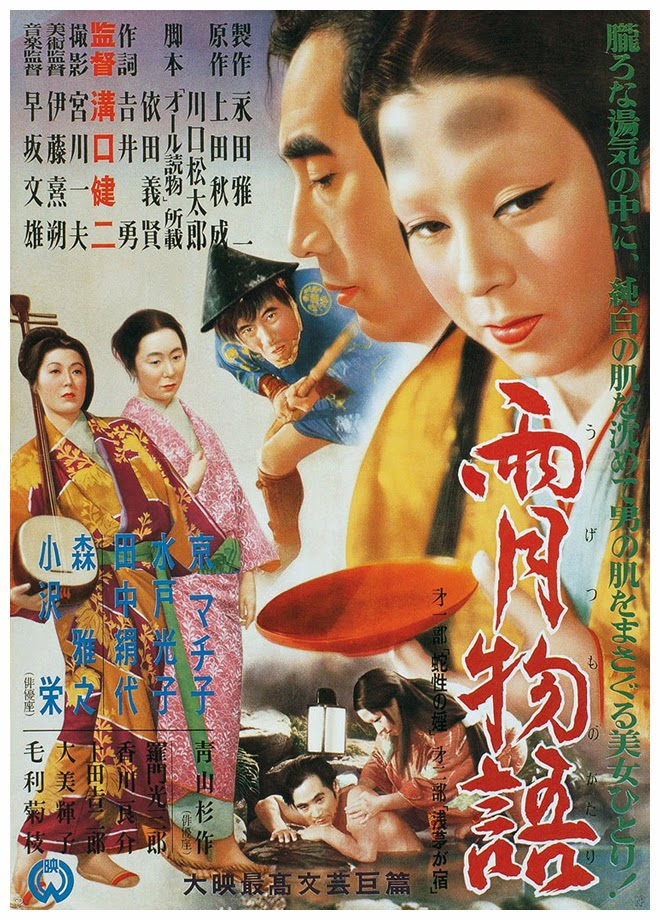
『雨月物語』、1953年

1950年（昭和25年）、黒澤明監督の『羅生門』を手がける。このときのチーフ助手が林土太郎であった。翌1951年（昭和26年）、松竹京都撮影所から溝口健二が同撮影所に移籍、入社第1作『お遊さま』の録音を担当し、以降、香港との合作の『楊貴妃』（1955年）と遺作の『赤線地帯』（1956年）以外、溝口の全作品を担当した。
溝口健二の没後も、ヴェテランの斎藤寅次郎監督の『帰って来た幽霊』（1955年）、渡辺邦男監督の『日蓮と蒙古大襲来』（1958年）といった大作を手がけるほか、森一生、三隅研次らの作品を多く手がけた。
1971年（昭和46年）の大映倒産まで在籍し、その後は勝新太郎の主宰する勝プロダクションや同撮影所出身の西岡善信の主宰する映像京都で録音技師をつづけた。1977年（昭和52年）には、テレビ映画に進出した。
2000年（平成12年）、80歳を迎える年に、85歳を迎える市川崑監督の『どら平太』の現場で録音技師を務めた。晩年も、2009年（平成21年）8月に京都の映画館に通っていることがスタッフのブログに書かれていた。大映京都撮影所時代の後輩で日活撮影所に移籍した紅谷愃一が代表理事を務める録音技師の職能団体「日本映画･テレビ録音協会」の会員であった。
2017年8月3日、脳梗塞のため死去、97歳没。

## おもなフィルモグラフィ

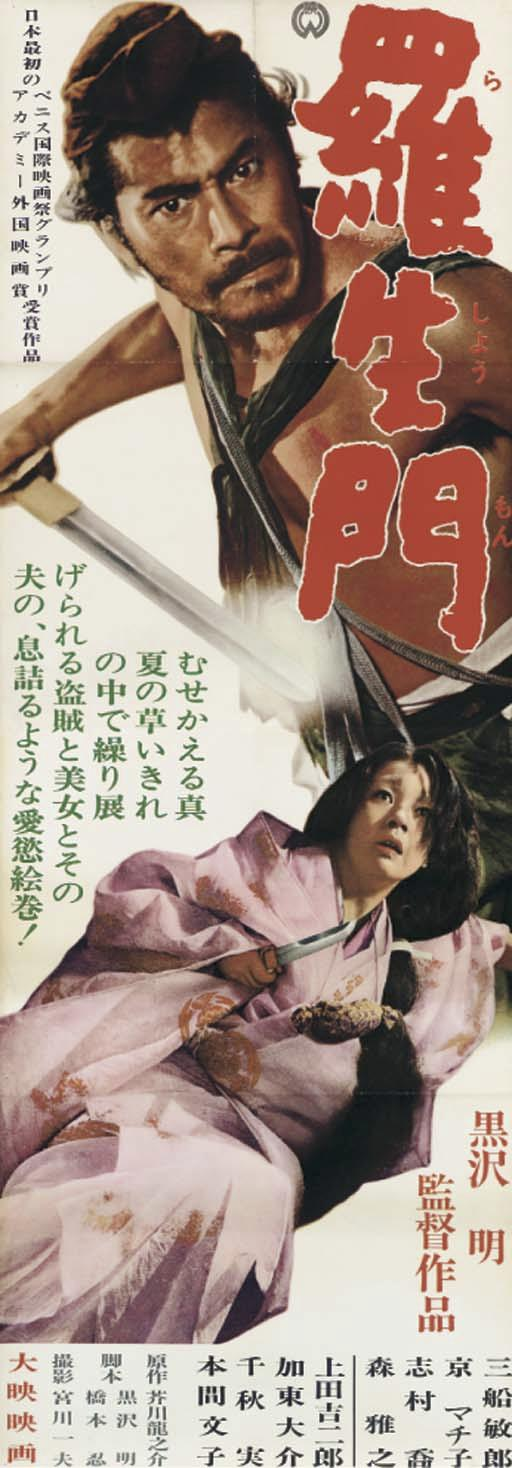
『羅生門』、1950年

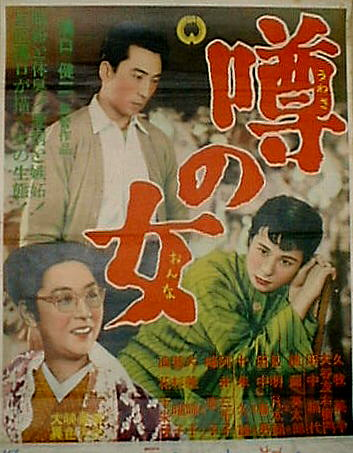
『噂の女』、1954年

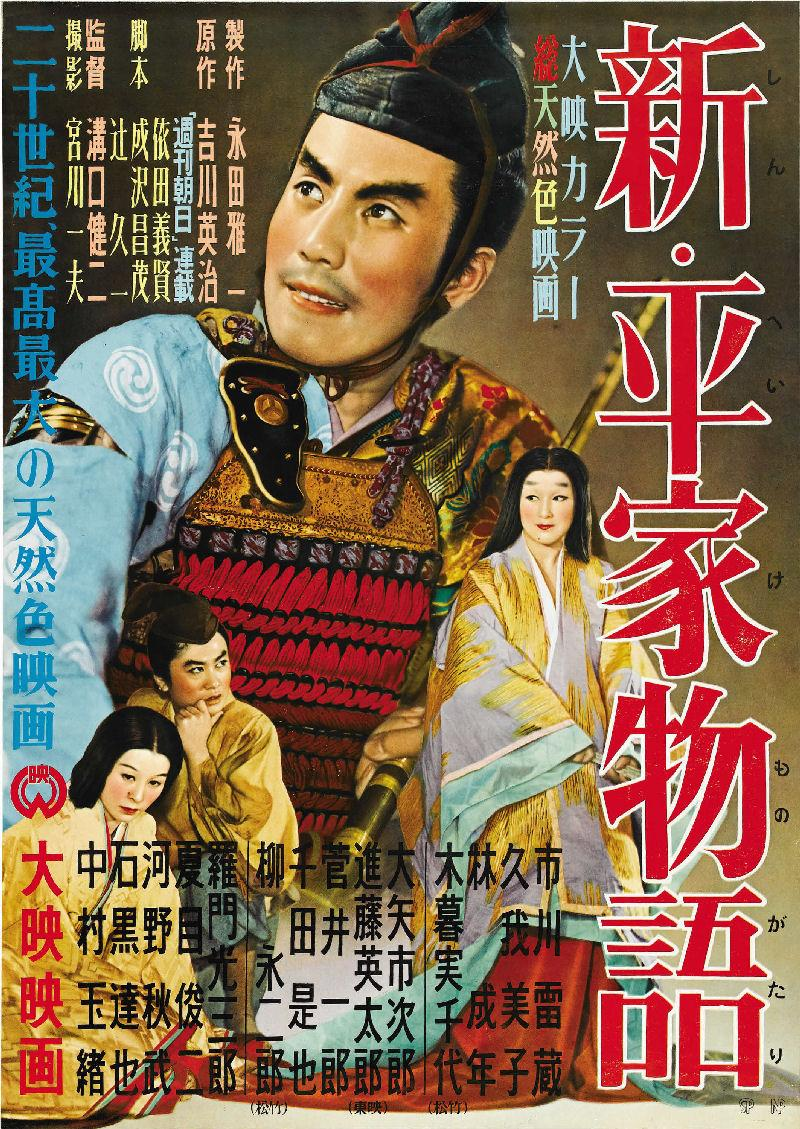
『新・平家物語』、1955年

- 『風雪の春』 : 監督落合吉人、1943年
- 『かくて神風は吹く』 : 監督丸根賛太郎、1944年
- 『龍の岬』 : 監督白井戦太郎、1945年
- 『東海水滸伝』 : 監督伊藤大輔・稲垣浩、1945年
- 『羅生門』 : 監督黒澤明、1950年
- 『ごろつき船』 : 監督森一生、1950年
- 『お遊さま』 Miss Oyu : 監督溝口健二、1951年
- 『西陣の姉妹』 : 監督吉村公三郎、1952年
- 『雨月物語』 Ugetsu : 監督溝口健二、1953年
- 『祇園囃子』 A Geisha : 監督溝口健二、1953年
- 『山椒大夫』 Sansho the Bailiff : 監督溝口健二、1954年
- 『噂の女』 The Woman in the Rumor : 監督溝口健二、1954年
- 『近松物語』 The Crucified Lovers : 監督溝口健二、1954年
- 『花ざかり男一代』 : 監督森一生、1955年
- 『月を斬る影法師』 : 監督三隅研次、1955年
- 『新・平家物語』 Shin Heike Monogatari : 監督溝口健二、1955年
- 『帰って来た幽霊』 : 監督斎藤寅次郎、1955年
- 『まらそん侍』 : 監督森一生、1956年
- 『天使もお年ごろ』 : 監督西村元男、1956年
- 『霧の音』 : 監督清水宏、1956年
- 『日蓮と蒙古大襲来』 : 監督渡辺邦男、1958年
- 『四谷怪談』 : 監督三隅研次、1959年

- 『不知火検校』 : 監督森一生、1960年
- 『大菩薩峠』 : 監督三隅研次、1960年
- 『妖花伝』 : 監督加戸敏、1960年
- 『悪名』 : 監督田中徳三、1961年
- 『続悪名』 : 監督田中徳三、1961年
- 『婦系図』 : 監督三隅研次、1962年
- 『座頭市物語』 : 監督三隅研次、1962年
- 『殺陣師段平』 : 監督瑞穂春海、1962年
- 『雪之丞変化』 : 監督市川崑、1963年
- 『座頭市千両首』 : 監督池広一夫、1964年
- 『眠狂四郎円月斬り』 : 監督安田公義、1964年
- 『座頭市血笑旅』 : 監督、1964年
- 『大魔神逆襲』 : 監督森一生、1966年
- 『あの試走車を狙え』 : 監督森一生、1967年
- 『とむらい師たち』 : 監督三隅研次、1968年
- 『尻啖え孫市』 : 監督三隅研次、1969年

- 『新座頭市 破れ!唐人剣』 : 監督安田公義、1971年
- 『座頭市御用旅』 : 監督森一生、1972年
- 『新兵隊やくざ 火線』 : 監督増村保造、1972年
- 『御用牙 かみそり半蔵地獄責め』 : 監督増村保造、1973年
- 『犬神家の一族』 : 監督工藤栄一、テレビ映画、1977年

- 『剣客商売 辻斬り』 : 監督森一生、テレビ映画、1982年
- 『花笛伝奇』 : 監督小野田嘉幹、テレビ映画、1983年
- 『薄化粧』 : 監督五社英雄、1985年
- 『十手舞』 : 監督五社英雄、1986年
- 『竜馬を斬った男』 : 監督山下耕作、1987年
- 『226』 : 監督五社英雄、1989年
- 『陽炎』 : 監督五社英雄、1991年

- 『神谷玄次郎捕物控』 : 監督山本邦彦・原田雄一・杉村六郎・富永卓二・太田昭和・井上昭、テレビ映画、1990年
- 『赤い霊柩車』 : 監督土井茂、テレビ映画、1992年
- 『御家人斬九郎』 : 監督斎藤光正・富永卓二・田中徳三・小笠原佳文・田中幹人・原田眞治・吉田啓一郎、テレビ映画、1995年

- 『どら平太』 : 監督市川崑、2000年
- 『時代を越える溝口健二』 : 監督櫻田明広、2006年 - 出演

## 註
1. ↑  “黒澤明監督の「羅生門」で録音担当、大谷巌さん死去”.   朝日新聞 (2017年9月29日). 2017年9月29日閲覧。
2. 1 2  #外部リンク、日本映画･テレビ録音協会、2009年11月3日閲覧。
3. 1 2 3 4 5 6 7 8 9  #外部リンク、「大谷巌」、日本映画データベース、2009年11月3日閲覧。
4. ↑  テレビドラマデータベース、「大谷巌」検索結果、2009年11月3日閲覧。
5. ↑  黒澤明監督『羅生門デジタル完全版』8月6日〜京都地元で初上映、cinemakyoto.shiga-saku.net, 2009年8月4日付、同年11月3日閲覧。